# Tactix
Tactix ist eine Schachvariante. Es wird mit Würfeln auf einem 9x9-Brett gespielt. Tactix ist eine Neuauflage von Schmidt Spiele des Parker-Spiels „Duell“ von 1975 mit leicht veränderten Regeln (beispielsweise benutzt Duell ein 8x9-Brett).
Zu beiden Spielen gehören pro Spieler neun Spielwürfel. Davon tragen jeweils acht die normalen Würfelpunkte von 1 bis 6 und einer, der sogenannte Königswürfel, nur Einser. Das einzige weitere Material ist ein Spielbrett aus acht Mal neun (bei „Duell“) und aus neun Mal neun (bei „Tactix“) Quadraten, deren Seiten mit einem Rand versehen sind. Über diesen Rand lassen sich die Würfel, deren Kanten abgefräst sind, ohne Probleme kippen, und genau das ist die zulässige Bewegungsmethode.
Pro Zug darf ein Würfel so viele Felder weit gekippt werden, wie er zu Beginn Augen zeigt. Hierbei ist ein einmaliges, rechtwinkliges Abbiegen erlaubt. Die Startaufstellung bei beiden Spielern ist: in der Mitte der Königswürfel und dann neben ihm von innen nach außen eine „Sechs“, eine „Zwei“, eine „Eins“ und eine „Fünf“ auf der Oberseite der Würfel, wobei diese so zu liegen haben, dass die „Drei“ zum Spieler und die „Vier“ zum Gegner zeigt.
Geschlagen wird wie im Schach: Man erreicht am Ende des Zuges das Feld einer gegnerischen „Figur“, entfernt diese und nimmt mit der eigenen „Figur“ ihren Platz ein. Neben der Größe des Spielfeldes und der Farbe der Würfel gibt es einen weiteren Unterschied zwischen „Duell“ und „Tactix“: In „Tactix“ darf der König andere „Figuren“ schlagen, in „Duell“ nicht.
Das Spielziel ist, entweder den gegnerischen Königswürfel zu schlagen oder mit dem eigenen Königswürfel das Startfeld des gegnerischen Königs zu erreichen. Das Königsfeld muss nicht einen Zug lang gehalten werden, so dass ein „Decken“ dieses Feldes, um einen ankommenden König sofort zu schlagen, womit dieser verloren hätte, sinnlos ist. Das Erreichen des Feldes genügt.
Diese Regel verkürzt den Spielverlauf, da man eben nicht gewährleisten muss, dass das Zielfeld auch noch unbedroht ist. Trotzdem gibt es bei „Tactix“ eine noch kürzere Variante, bei der es genügt, mit dem Königswürfel das Mittelfeld zu erreichen.